# لیف کنیپر
لیف کنستانتینوویچ کنیپر (به روسی: Лев Константинович Книппер) آهنگساز روس در ۳ دسامبر ۱۸۹۸ در تفلیس به دنیا آمد و در ۳۰ ژوئیه ۱۹۷۴ در مسکو در گذشت.
او برادرزاده اولگا کنیپر (همسر آنتون چخوف) بود. کنیپر آهنگسازی پرکار بود. او پنج اپرا و بیست سمفونی و بسیاری آثار دیگر نوشت و معروف ترین آهنگ او پولیشکا پولیه نام دارد و آهنگ ایرانی مرغزار هم از همین آهنگ سمپل شده است.

## شنیدن آثار
- youtube